# ۲۳ مارس
۲۳ مارس هشتاد و دومین (در سال‌های کبیسه هشتاد و سومین) روز سال در گاه‌شماری میلادی است. ۲۸۳ روز تا پایان سال باقی‌است.

## رویدادها
- ۱۹۳۹ - در پی ضرب‌الاجل صادر شده، لیتوانی منطقه ممل را به آلمان بازگرداند.
- ۱۹۹۱ - در پی کودتای ناموفق گروه شورشی موسوم به جبهه متحد انقلابی علیه دولت، جنگ داخلی سیرالئون آغاز شد.
- ۲۰۰۳ - پس از اجرای یک همه‌پرسی، اسلوونی به اتحادیه اروپا و ناتو پیوست.
- ۲۰۱۹ - با تصرف اردوگاه عناصر باقی مانده گروهک تکفیری-تروریستی داعش در ساحل شرقی رود فرات در اراضی اطراف شهرک بغوز فوقانی در شرق سوریه توسط نیروهای دموکراتیک سوریه، آخرین منطقه تحت کنترل داعش نیز پس از شش سال نبرد پاکسازی شد.

## زادروزها
- ۱۹۰۰ - حسن فتحی، مهندس معمار مصری
- ۱۹۱۲ - ورنر فون براون، مهندس آلمانی

## مناسبت‌ها
- روز جهانی هواشناسی[نیازمند منبع]